# Cardamine microphylla
Cardamine microphylla är en korsblommig växtart som beskrevs av Johannes Michael Friedrich Adam. Cardamine microphylla ingår i släktet bräsmor, och familjen korsblommiga växter. Inga underarter finns listade i Catalogue of Life.